# Vista (Kalifornien)
Vista ist eine Stadt im San Diego County im US-Bundesstaat Kalifornien.
Das Stadtgebiet hat eine Größe von 48,4 km² und befindet sich an der California State Route 78. Zusammen mit Oceanside und Carlsbad bildet Vista ein Ballungszentrum.

## Geschichte
Am 28. Januar 1963 erhielt Vista das Stadtrecht.

## Demografie
Das U.S. Census Bureau hat bei der Volkszählung 2020 eine Einwohnerzahl von 98.381 ermittelt. Die Bevölkerungsdichte lag bei 2.033 Einwohnern je km².

### Altersstruktur
| Bevölkerung | Jahre   | Anteil  |
| ----------- | ------- | ------- |
| unter       | 18      | 29,70 % |
| von         | 18 – 24 | 11,40 % |
| von         | 25 – 44 | 32,70 % |
| von         | 45 – 64 | 16,20 % |
| über        | 65      | 10,00 % |

## Söhne und Töchter der Stadt
- Sara Watkins (* 1981), Fiddlespielerin und Singer-Songwriterin
- Brooke Andersen (* 1995), Hammerwerferin